# Lucas Leiva
Lucas Pezzini Leiva (* 9. Januar 1987 in Dourados) ist ein ehemaliger brasilianischer Fußballspieler. Er wurde vorwiegend im zentralen Mittelfeld eingesetzt. Er spielte zehn Jahre für den FC Liverpool und fünf für Lazio Rom.

## Persönliches
Leiva ist der Neffe des ehemaligen brasilianischen Nationalspielers Leivinha. Er besitzt neben der brasilianischen Staatsangehörigkeit auch die italienische und die britische Staatsbürgerschaft.

## Karriere

### Grêmio
Lucas begann seine Karriere beim brasilianischen Klub Grêmio Porto Alegre. Sein erstes Spiel bestritt er am 22. Oktober 2005 gegen Náutico Capibaribe. In diesem wurde er durch einen 1:0-Sieg Meister der Série B. Im nächsten Jahr gewann er mit seinem Klub die Staatsmeisterschaft von Rio Grande do Sul und wurde in der Série A Dritter. Zudem gewann er als jüngster Spieler die Bola de Ouro, die Auszeichnung für den besten Spieler der Meisterschaft. Zahlreiche europäische Spitzenclubs wurden auf Lucas aufmerksam. In der Copa Libertadores 2007 drang er mit Grêmio in die Finalspiele vor, die gegen Boca Juniors verloren wurden.

### Liverpool FC
Zur Saison 2007/08 wechselte Lucas am Saisonende zum FC Liverpool. In den ersten Spielen kam er meist als Einwechselspieler zum Einsatz, erst gegen Ende November wurde er von Trainer Rafael Benítez in der Startelf eingesetzt. Am 27. Januar 2008 erzielte Lucas in einem Spiel im FA Cup sein erstes Tor für den FC Liverpool und ist damit der erste brasilianische Torschütze für den Verein. Den Beginn der Saison 2008/09 verpasste er wegen seiner Teilnahme an den Olympischen Spielen mit der brasilianischen Nationalmannschaft. Trotz der großen Konkurrenz auf seiner Position wurde er von Benítez häufig eingesetzt, im Saisonverlauf wurde allerdings Kritik an Lucas laut. Benítez stellte sich vor seinen Spieler. In der Saison 2009/10 hatte Lucas seinen Platz in der Mannschaft nach dem Wechsel von Xabi Alonso zu Real Madrid sicher.
In einem Testspiel gegen den 1. FC Kaiserslautern in der Vorbereitung auf die Saison 2010/11 führte Leiva den FC Liverpool als Mannschaftskapitän an. Nach einer Kollision am 1. Dezember 2011 mit Juan Mata bei einem Spiel in der Premier League gegen den FC Chelsea fiel er verletzungsbedingt bis zum Ende der Saison 2011/12 aus. Während der Saison 2013/14 fiel Lucas Leiva durch gute Leistungen auf und kehrte somit auch in den Kader der brasilianischen Nationalmannschaft zurück. Zu Beginn der Saison 2014/15 wurde er zunächst nicht eingesetzt, jedoch fand er sich etwas später in neun aufeinanderfolgenden Pflichtspielen in der Startelf wieder, wobei der FC Liverpool nur eine Partie verlor. Obwohl Gerüchte über einen Abgang aufkamen, blieb Lucas Leiva beim FC Liverpool und lief am 26. Januar 2016 im Halbfinale des Ligapokals gegen Stoke City zum 300. Mal für die Liverpooler auf. Das Ende der Saison 2016/17 war gleichbedeutend mit dem Ende seiner zehnten Spielzeit beim FC Liverpool. Aufgrund dessen veranstaltete Lucas Leiva eine Feier und erhielt von Vereinslegende Kenny Dalglish den Special Recognition Award.

### Lazio Rom
Leiva stand seit der Saison 2017/18 im Dienst von Lazio Rom und gewann mit seinem ersten Pflichtspiel für Lazio am 13. August 2017 den italienischen Superpokal. Er beendete seine erste Saison nach 36 von 38 möglichen Einsätzen (zwei Tore) mit der Mannschaft als Tabellenfünfter und erreichte mit Lazio das Viertelfinale der Europa League.

### Nationalmannschaft

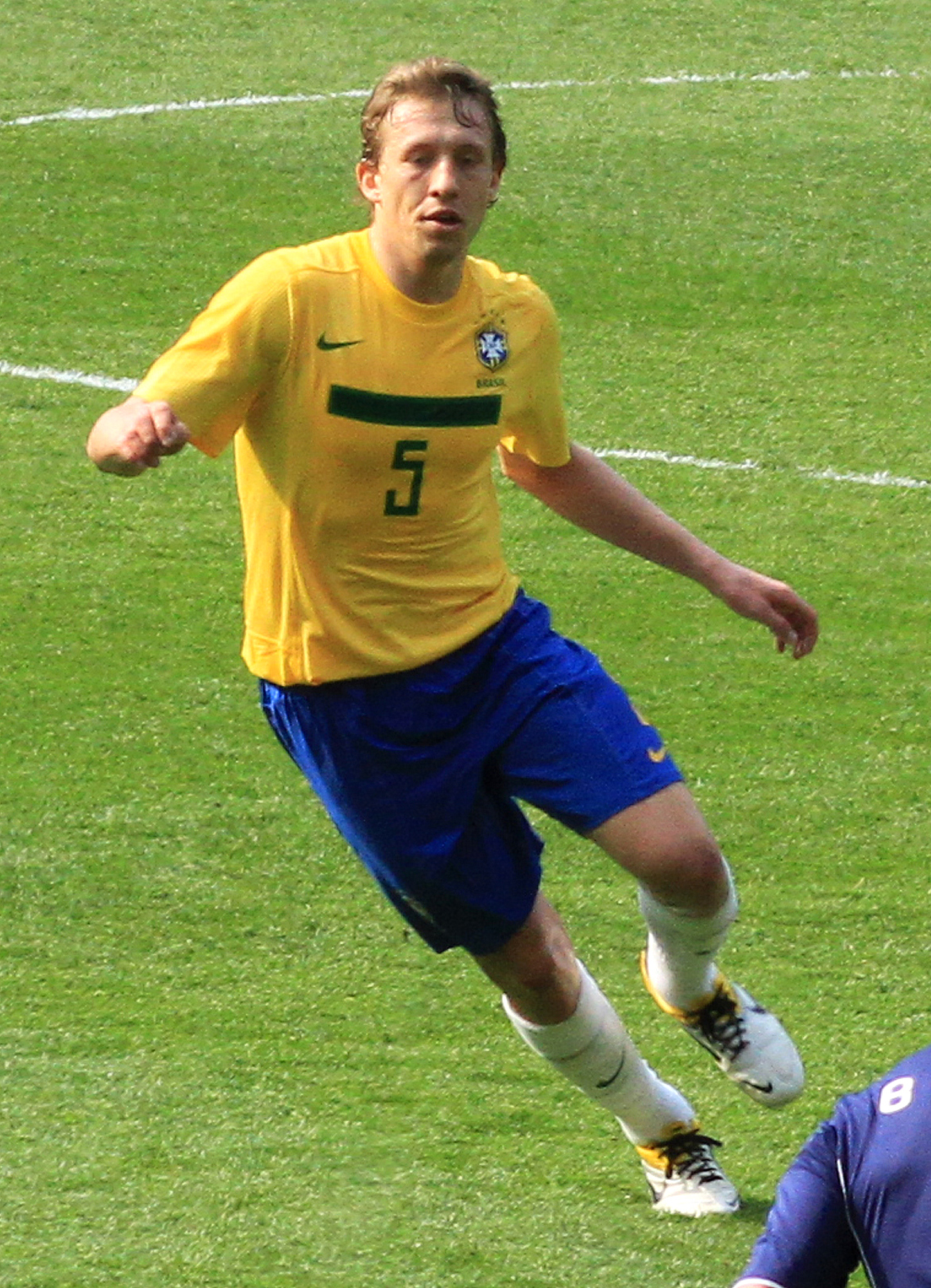
Lucas für die brasilianische Nationalmannschaft 2011

Lucas Nationalmannschaftskarriere begann 2006 in der brasilianischen U-20-Auswahl. Bei der U-20-Südamerikameisterschaft 2007 führte Lucas das Team als Kapitän an und erzielte bei diesem Turnier vier Treffer, womit er einen großen Anteil am späteren Sieg der Brasilianer hatte. Auch bei der U-20-Weltmeisterschaft in Kanada sollte Lucas das Team anführen. Eine Verletzung verhinderte jedoch seine Teilnahme.
Im Oktober 2006 wurde Lucas von Trainer Carlos Dunga in den Kader der brasilianischen A-Nationalmannschaft für die Freundschaftsspiel gegen Al Kuwait Kaifan und Ecuador berufen. Er war der jüngste Spieler im Kader und nur einer von zweien, die nicht bei einem europäischen Verein unter Vertrag standen. Im Spiel gegen Al-Kuwait am 7. Oktober wurde er zur zweiten Halbzeit eingewechselt. Dieses Spiel wird nicht als Länderspiel gezählt, da es kein offizielles FIFA-Match war. Zu seinem Länderspieldebüt kam er schließlich am 22. August 2007, als er im Freundschaftsspiel in Montpellier in Frankreich gegen Algerien eingewechselt wurde.
Für die Olympischen Spiele in Peking 2008 wurde Lucas ebenfalls in den Kader der Brasilianer berufen. Im Halbfinale des olympischen Turnier zwischen Brasilien und Argentinien am 19. August wurde er nach einer Auseinandersetzung mit seinem Vereinskollegen Javier Mascherano in der 81. Minute vom Platz gestellt. Brasilien verlor das Spiel mit 3:0 und wurde am Ende Dritter. Im August 2009 stand er wieder Kader der A-Nationalmannschaft, als er für den verletzten Kléberson nachrückte. Für die Weltmeisterschaft in Südafrika wurde er allerdings nicht nominiert. Unter dem neuen Trainer Mano Menezes gehörte Leiva bei der Copa América 2011 in Argentinien zum brasilianischen Kader. Bei diesem Turnier kam er in allen Partien der Brasilianer zum Einsatz und schied mit der Seleção im Viertelfinale gegen Paraguay aus. Nach einem Testländerspiel im Oktober 2011 kam Leiva erst wieder zwei Jahre später in der Nationalmannschaft zum Einsatz. Sein letztes Länderspiel war der 2:1-Sieg im Testspiel in Toronto (Kanada) gegen Chile. Für die Weltmeisterschaft 2014 in Brasilien wurde Leiva nicht mehr berücksichtigt.

## Erfolge
Verein
- Série B: 2005
- Staatsmeister von Rio Grande do Sul: 2006, 2007
- Copa-Libertadores-Finale: 2007
- League-Cup-Sieger: 2011/12
- Italienischer Supercup: 2017, 2019
- Italienischer Pokalsieger: 2018/19

Nationalmannschaft
- U-20-Südamerikameisterschaft: 2007
- Olympische Sommerspiele 2008: Bronzemedaille
- Sendai Cup (mit U-17): 2004

## Auszeichnungen
- Brasiliens Fußballer des Jahres: 2006